# In vacanza con i pirati
In vacanza con i pirati (Jumping Ship) è un film per la televisione, trasmesso il 18 agosto 2001 su Disney Channel. I protagonisti sono i fratelli Joseph, Andrew e Matthew Lawrence. È un sequel di Una vacanza di tutto lavoro.

## Trama
Michael e Tommy, due cugini molto legati, preparano una vacanza ricca di divertimento prenotando un bellissimo yacht. Quando arrivano al momento di imbarcarsi, si accorgono invece che lo yacht è una barca di pescatori malridotta. Decidono comunque di partire, ma vengono attaccati da un gruppo di pirati e sono costretti a sbarcare su un'isola deserta assieme al capitano dell'imbarcazione, Jake Hunter.